# Chœur de chambre philharmonique estonien
Le Chœur de chambre philharmonique estonien (Eesti Filharmoonia Kammerkoor) est un chœur professionnel estonien fondé en 1981 par le chef d'orchestre Tõnu Kaljuste.

## Historique
Établi en 1981 par Tõnu Kaljuste sur la base du chœur amateur Ellerhein, fondé par son père Heino Kaljuste (1925-1989) en 1966, le Chœur de chambre philharmonique estonien est spécialisé dans la musique polyphonique médiévale et le chant grégorien ainsi que la musique chorale contemporaine, plus particulièrement des compositeurs estoniens Arvo Pärt et Veljo Tormis. Le chœur est ensuite dirigé de 2001 à 2008 par Paul Hillier qui en devient également le directeur artistique. En septembre 2008, c'est le chef néerlandais Daniel Reuss (en) qui en prend la direction musicale et artistique, jusqu'en 2014,.
Entre 2014 et 2021, le chef de chœur et directeur artistique de la formation est Kaspars Putniņš,. Depuis 2021, Tõnu Kaljuste est de nouveau à la tête de l'ensemble,.

## Créations
Le Chœur de chambre philharmonique estonien est le créateur de plusieurs œuvres, de Galina Grigorjeva (On Leaving, 2002), Arvo Pärt (Kanon Pokajanen, 1998 ; Ein Wallfahrtlsied, 2001 ; L'Abbé Agathon, 3e version, 2008 ; Adam's Lament, 2010), Howard Skempton (Rise Up, My Love, 2002), Lepo Sumera (Cantate du champignon, 1996 ; Concerto pour voix et instruments, 1997), Veljo Tormis (Vepsian Paths, 1984 ; Destinée carélienne, 1989 ; Le Sacre de la naissance, 1999 ; Sinikka's Song, 2000), Helena Tulve (Vie secrète, 2002) et Erkki-Sven Tüür (Ante finem saeculi, 1986 ; Lumen et cantus, 1990 ; Requiem, 1994 ; Wanderer's Evening Song, 2001 ; Ärkamine, 2011), notamment.

## Discographie sélective
- Forgotten Peoples, Veljo Tormis, ECM Records, 1992.
- Te Deum/Silouans Song/Magnificat/Berliner Messe, Arvo Pärt, ECM Records, 1993.
- Litany to Thunder, Veljo Tormis, ECM Records, 1999.
- Vêpres, Sergueï Rachmaninov, Harmonia Mundi USA, 2005.
- Da Pacem, Arvo Pärt, ECM Records, 2006.
- In principio, Arvo Pärt, ECM Records, 2009.
- Baltic Runes, Veljo Tormis, Jean Sibelius, Cyrillus Kreek, Bergman, Harmonia Mundi, 2010.